# Escepticismo académico

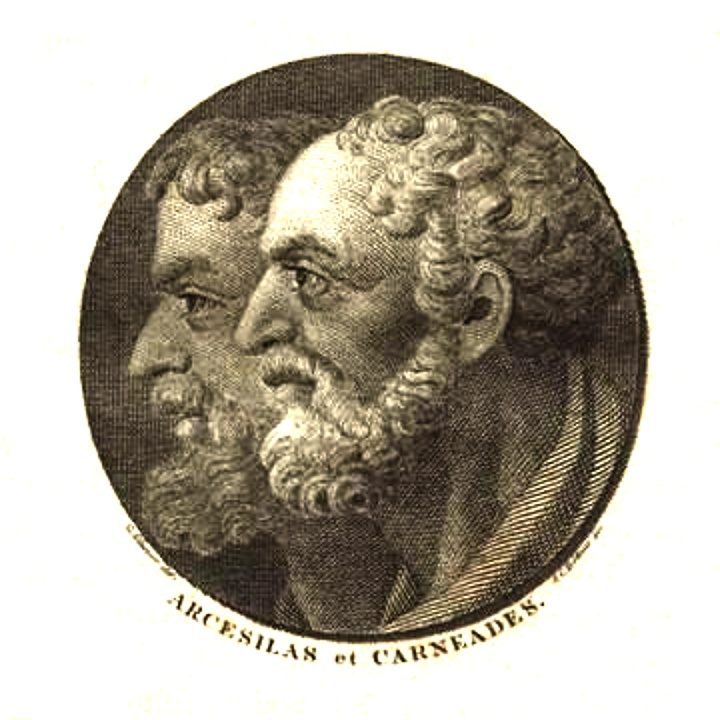
Filósofos Arcesilao y Carnéades en la portada de Academica de Cicerón, editado por Johann August Goerenz, 1810.

El escepticismo académico se refiere al período escéptico del platonismo antiguo que data desde alrededor del 266 a. C., cuando Arcesilao se convirtió en escolarca de la Academia Platónica, hasta alrededor del 90 a. C., momento en que Antíoco de Ascalón rechazó dicha doctrina, aunque filósofos aislados como Favorino y su maestro Plutarco continuaron defendiendo el escepticismo después de esta fecha. A diferencia de la escuela de escepticismo existente hasta entonces, los pirrónicos, aquellos sostenían que el conocimiento de las cosas es imposible. Las ideas o nociones nunca son verdaderas; sin embargo, hay grados de plausibilidad, y por lo tanto grados de creencia, que le permiten a uno actuar. La escuela se caracterizó por sus ataques a los estoicos, particularmente por su dogma de que las impresiones convincentes conducían al verdadero conocimiento. Los académicos más importantes fueron Arcesilao, Carnéades y Filón de Larisa. La fuente antigua más extensa de información sobre el escepticismo académico es Academica, escrita por el filósofo escéptico académico Cicerón.

## Visión general

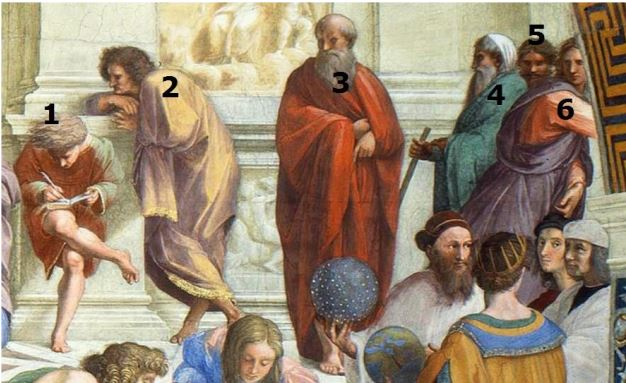
Escépticos en la pintura de la Escuela de Atenas de Rafael. 1. Pitodoro 2. Arcesilao de Pitane 3. Carnéades de Cirene 4. Pirrón de Elis 5. Timón de Flio 6. Teodoro el Ateo de Cirene

El escepticismo filosófico griego, como movimiento filosófico distinto, comenzó con Pirrón de Elis (c. 360 a. C. - c. 270 a. C.), con antecedentes en Jenófanes y Demócrito. Sus seguidores, los pirronistas, señalaron el problema del criterio: que nuestras teorías y nuestras impresiones sensoriales son incapaces de distinguir con precisión la verdad de la falsedad; por lo tanto, debemos suspender el juicio (epoche). Fueron lo suficientemente consistentes como para extender su duda incluso a su propio principio de duda, haciendo universal su escepticismo, escapando así al reproche por basarlo en un nuevo dogmatismo. La imperturbabilidad mental (ataraxia) era el resultado que se obtenía cultivando tal estado de ánimo.
Alrededor del 266 a. C., Arcesilao, alumno de Pirro, se convirtió en director de la Academia Platónica. Adoptó el escepticismo como un principio central del platonismo, haciendo que el platonismo sea casi lo mismo que el pirronismo. Después de Arcesilao, los académicos se separaron del pirronismo. Este período escéptico del platonismo antiguo, desde Arcesilao hasta Filón de Larisa, se conoció como la Nueva Academia, aunque algunos autores antiguos agregaron más subdivisiones, como una Academia Media. Tras la muerte del pirronista Timón el Silógrafo, la Academia platónica se convirtió en la principal defensora del escepticismo hasta mediados del siglo I a. C. Si bien el escepticismo académico temprano fue influenciado en parte por Pirrón, se volvió más y más dogmático hasta que Enesidemo, en el siglo I a. C., rompió con los escépticos académicos y adoptó el pirronismo, denunciando a la Academia como "estoicos luchando contra estoicos".
Los académicos no dudaron de la existencia de la verdad ; simplemente dudaban de que los humanos tuvieran las capacidades para obtenerlo. Basaron esta posición en el Fedón de Platón, en el que Sócrates analiza cómo el conocimiento no es accesible a los mortales.

Mientras que el objetivo de los pirronistas era la consecución de la ataraxia, después de Arcesilao los académicos no plantearon la ataraxia como objetivo central. Los académicos se centraron en criticar los dogmas de otras escuelas de filosofía, en particular del dogmatismo de los estoicos. Reconocieron algunos vestigios de una ley moral en su interior, en el mejor de los casos una guía plausible, cuya posesión, sin embargo, formaba la distinción real entre el sabio y el tonto. Por leve que parezca la diferencia entre las posiciones de los académicos y los pirrónicos, una comparación de sus vidas lleva a la conclusión de que una moderación filosófica práctica fue la característica de los académicos mientras que los objetivos de los pirrónicos eran más psicológicos. El historiador romano del siglo II, Aulo Gelio, describió la distinción entre los escépticos académicos y los pirronistas de la siguiente manera:
"... los académicos aprehenden (en algún sentido) el hecho mismo de que nada puede ser aprehendido, y determinan (en algún sentido) que nada puede ser determinado, mientras que los pirronistas afirman que ni siquiera eso parece ser cierto, ya que nada parece ser cierto."

## Arcesilao
Hasta Arcesilao, la Academia platónica aceptó el principio de encontrar una unidad general en todas las cosas, con cuya ayuda se podría encontrar un principio de certeza. Arcesilao, sin embargo, abrió nuevos caminos al atacar la posibilidad misma de la certeza. Sócrates había dicho: " Sólo esto sé: que no sé nada". Pero Arcesilao fue más allá y negó la posibilidad incluso del mínimo socrático de certeza: "No puedo saber ni siquiera si sé o no".
Las doctrinas de Arcesilao, que deben extraerse de los escritos de otros, representan un ataque a la phantasia kataleptike (criterio) estoica y se basan en el escepticismo que estaba latente en los escritos posteriores de Platón. Arcesilao sostuvo que la fuerza de la convicción intelectual no puede considerarse válida, en la medida en que es característica igualmente de convicciones contradictorias. La incertidumbre de los datos de los sentidos se aplica igualmente a las conclusiones de la razón y, por lo tanto, el hombre debe contentarse con la probabilidad, que es suficiente como guía práctica. "No sabemos nada, ni siquiera nuestra ignorancia"; por tanto, el sabio se contentará con una actitud agnóstica.

## Carnéades

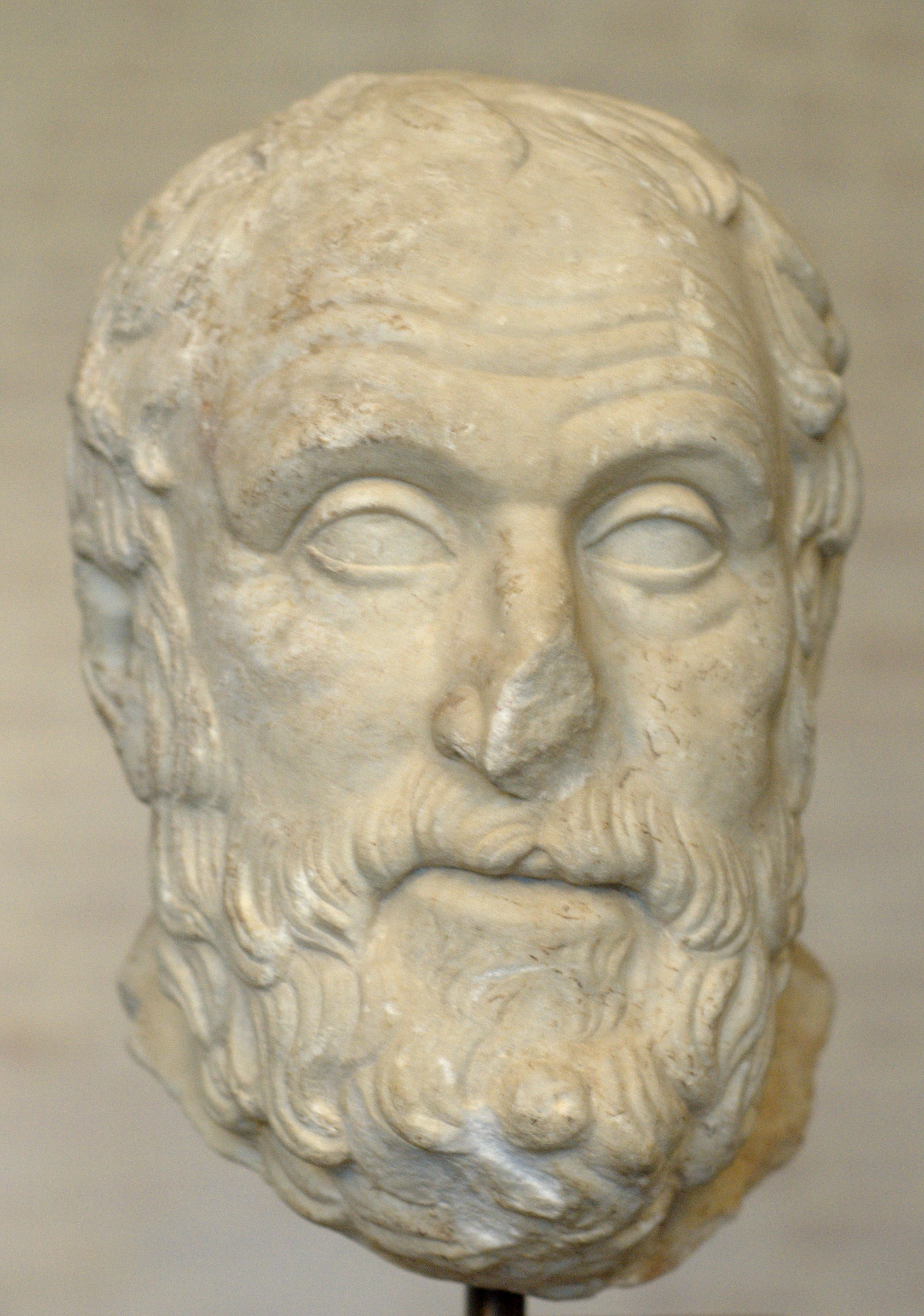
Busto de Carnéades de Cirene, el más importante de los académicos escépticos.

La siguiente etapa en el escepticismo académico fue el escepticismo moderado de Carnéades, que dijo que debía su existencia a su oposición a Crisipo.
A la teoría estoica de la percepción, la phantasia kataleptike, mediante la cual expresaban una convicción de certeza surgida de impresiones tan fuertes como para llegar a ser ciencia, propuso la doctrina de la acatalepsia, que negaba cualquier correspondencia necesaria entre las percepciones y los objetos percibidos. Todas nuestras sensaciones son relativas y nos familiarizan, no con las cosas como son, sino sólo con las impresiones que las cosas producen en nosotros. La experiencia, dijo, muestra claramente que no hay una impresión verdadera. No hay noción que no nos pueda engañar; es imposible distinguir entre impresiones falsas y verdaderas; por lo tanto, debe abandonarse la phantasia kataleptike estoica. No hay phantasia kataleptike ("criterio") de verdad. Carnéades también atacó la teología y la física estoica. En respuesta a la doctrina de la causa final, del designio de la naturaleza, señaló las cosas que causan destrucción y peligro al hombre, el mal que cometen los hombres dotados de razón, la condición miserable de la humanidad y las desgracias que asaltan el buen hombre No hay, concluyó, evidencia para la doctrina de una providencia divina superintendente. Incluso si hubiera una conexión ordenada de partes en el universo, esto puede haber resultado de forma bastante natural. No se puede presentar ninguna prueba para mostrar que este mundo es otra cosa que el producto de las fuerzas naturales.
Siendo imposible el conocimiento, un hombre sabio debe practicar epoche (suspensión del juicio). Ni siquiera estará seguro de que no puede estar seguro de nada. Se salvó, sin embargo, del escepticismo absoluto por la doctrina de la plausibilidad, que puede servir como guía práctica en la vida. Las ideas o nociones nunca son verdaderas, sino plausibles; sin embargo, hay grados de plausibilidad y, por lo tanto, grados de creencia que conducen a la acción. Según Carnéades, una impresión puede ser plausible en sí misma; plausible y sin contradicciones (no distraído por sensaciones sincrónicas, pero que se muestra en armonía con ellas) en comparación con los demás; plausible, no contradicho, y minuciosamente investigado y confirmado. En primer grado hay una fuerte persuasión de la propiedad de la impresión hecha; los grados segundo y tercero se producen por comparaciones de la impresión con otras asociadas a ella, y un análisis de sí misma. Carnéades no dejó obras escritas; sus opiniones parecen haber sido sistematizadas por su alumno Clitomachus, cuyas obras, que incluían una "sobre la suspensión del juicio", fueron utilizadas por Cicerón.

## Filón de Larisa
En Filón de Larisa encontramos una tendencia no sólo a reconciliar las divergencias internas de la propia Academia, sino también a conectarla con sistemas de pensamiento paralelos.  En general, su filosofía fue una reacción contra la posición escéptica o agnóstica de la Academia media y nueva a favor del dogmatismo de Platón. Filón de Larissa se esforzó por demostrar que Carnéades no se oponía a Platón y, además, que el aparente antagonismo entre el platonismo y el estoicismo se debía a que discutían desde diferentes puntos de vista. De este sincretismo surgió el ecléctico platonismo medio de Antíoco de Ascalón, último producto del desarrollo académico.